# 10 de março
10 de março é o 69.º dia do ano no calendário gregoriano (70.º em anos bissextos). Faltam 296 dias para acabar o ano.

## Eventos históricos

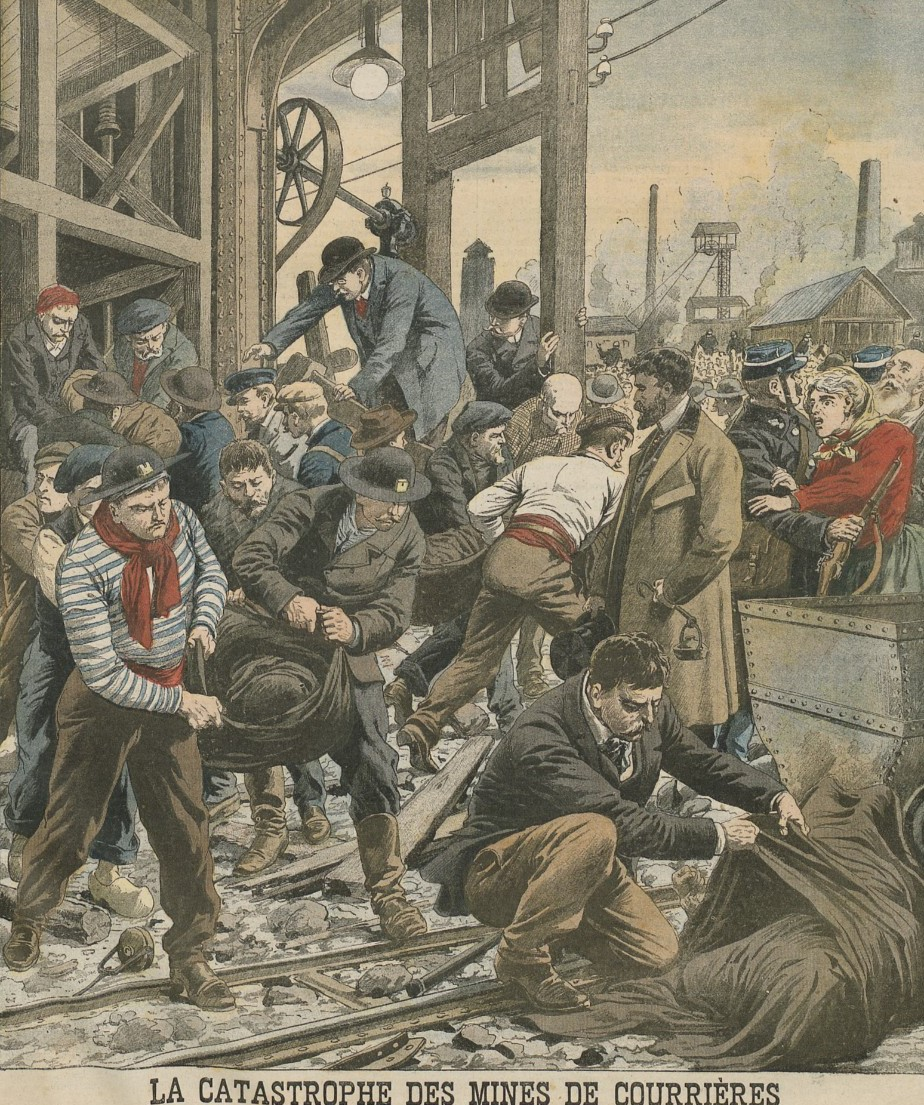
1906: A Catástrofe de Courrières

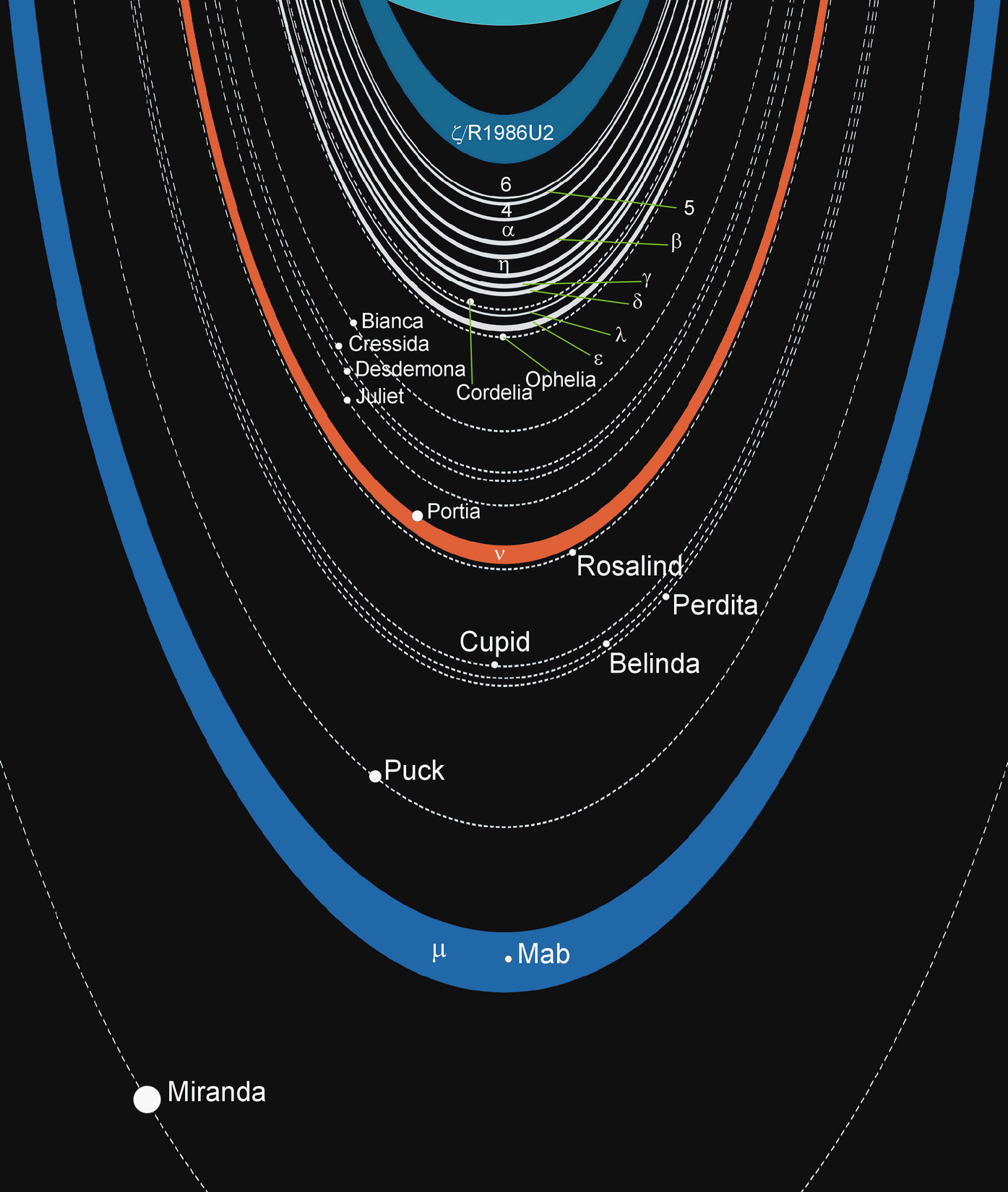
1977: Descoberta dos Anéis de Urano

- 241 a.C. — Primeira guerra púnica: ocorre a Batalha das Ilhas Égadas; a vitória romana é decisiva e põe fim ao conflito, obrigando Cartago a aceitar as condições de paz.
- 0298 — Imperador romano Maximiano conclui sua campanha na África Proconsular contra os berberes, e faz uma entrada triunfal em Cartago.
- 1496 — Cristóvão Colombo parte de Hispaniola com destino à Espanha, encerrando sua segunda visita ao hemisfério ocidental.
- 1535 — O espanhol Tomás de Berlanga, quarto bispo do Panamá, descobre por acaso as ilhas Galápagos a caminho do Peru.[1]
- 1629 — Carlos I de Inglaterra dissolve o Parlamento e não voltaria a convocá-lo pelos próximos onze anos.
- 1661 — O rei Luís XIV da França inicia seu governo absoluto da França após a morte de seu primeiro-ministro, o Cardeal Jules Mazarin.
- 1735 — Assinado um acordo entre o imperador persa Nader Xá e a Rússia perto de Ganja, Azerbaijão e as tropas russas são retiradas de Baku.
- 1762 — Jean Calas, huguenote francês que tinha sido injustamente condenado pela morte de seu filho, morre após ser torturado por autoridades; o evento inspirou Voltaire a iniciar uma campanha de tolerância religiosa e de reforma legal.
- 1804 — Expansão territorial do Estados Unidos: Ocorre a Compra da Luisiana. Em St. Louis, uma cerimônia formal é realizada para a transferência de posse do Território da Louisiana da França para os Estados Unidos.
- 1814 — O imperador Napoleão I é derrotado na Batalha de Laon, na França.
- 1830 — É criado o Exército Real das Índias Orientais Holandesas.[2]
- 1831 — A Legião Estrangeira Francesa é criada pelo rei Luís Filipe para atuar na guerra na Argélia.
- 1848 — O Tratado de Guadalupe Hidalgo é ratificado pelo Senado dos Estados Unidos, encerrando com a Guerra Mexicano-Americana.
- 1862 — Reino Unido e França reconhecem a independência de Zanzibar.
- 1876 — Alexander Graham Bell faz a primeira chamada telefônica dizendo: "Senhor Watson, venha aqui, eu quero vê-lo".
- 1893 — A Costa do Marfim torna-se uma colônia francesa.
- 1902 — Segunda Guerra dos Bôeres: bôeres sul-africanos ganham sua última batalha frente às forças britânicas, com a captura de um general britânico e 200 de seus homens.
- 1906 — Ocorre numa mina de carvão em Courrières, França, o pior desastre industrial da Europa, com 1 099 mortos: a Catástrofe de Courrières.
- 1915 — Primeira Guerra Mundial: início da Batalha de Neuve Chapelle. Uma ofensiva britânica na região de Artois.
- 1916 — Encerrada a Correspondência Huceine-McMahon entre Huceine ibne Ali, Xarife de Meca e o oficial britânico Henry McMahon sobre a Revolta Árabe contra o Império Otomano.
- 1922 — Mahatma Gandhi é preso na Índia, julgado por sedição e condenado a seis anos de prisão, apenas para ser libertado após quase dois anos por uma operação de apendicite.
- 1939 — Adolf Hitler ordena a entrada do exército alemão em Praga, desrespeitando o Acordo de Munique.
- 1952 — Fulgencio Batista lidera um golpe de Estado bem-sucedido em Cuba e se nomeia "presidente provisório".
- 1959 — Revolta no Tibete: temendo uma tentativa de sequestro pela China, 300 000 tibetanos cercam o palácio do Dalai Lama para impedir a sua remoção.
- 1969 — Em Memphis, Tennessee, James Earl Ray se declara culpado pelo assassinato de Martin Luther King Jr. Mais tarde, ele tenta sem sucesso retirar sua confissão.
- 1970 — Guerra do Vietnã: o capitão Ernest Medina é responsabilizado pelos militares americanos pelo Massacre de Mỹ Lai.
- 1977 — Anéis de Urano: astrônomos descobrem anéis em torno de Urano.
- 1982 — Os Estados Unidos estabelecem um embargo às importações do petróleo líbio, devido este país apoiar grupos terroristas.
- 1990 — No Haiti, Prosper Avril deixa a presidência 18 meses após tomar o poder em um golpe de Estado.
- 2005 — Tung Chee-Hwa renuncia ao cargo de chefe do executivo de Hong Kong, após crescente insatisfação popular durante seu mandato.
- 2006
  - Descoberta a terceira catarata mais alta do mundo em Chachapoyas no Peru.
  - A sonda norte-americana Mars Reconnaissance Orbiter pousa em Marte.
- 2011 — Em plena revolta na Líbia, a França é o primeiro país a reconhecer o Conselho Nacional de Transição como o governo legítimo da Líbia.
- 2017 — Impeachment da Presidente Park Geun-hye da Coreia do Sul em resposta a um grande escândalo político é unanimemente confirmado pela Corte Constitucional do país, encerrando sua presidência.
- 2019 — Voo Ethiopian Airlines 302 cai após ter decolado do Aeroporto Bole, Etiópia, matando as 157 pessoas a bordo.

## Nascimentos

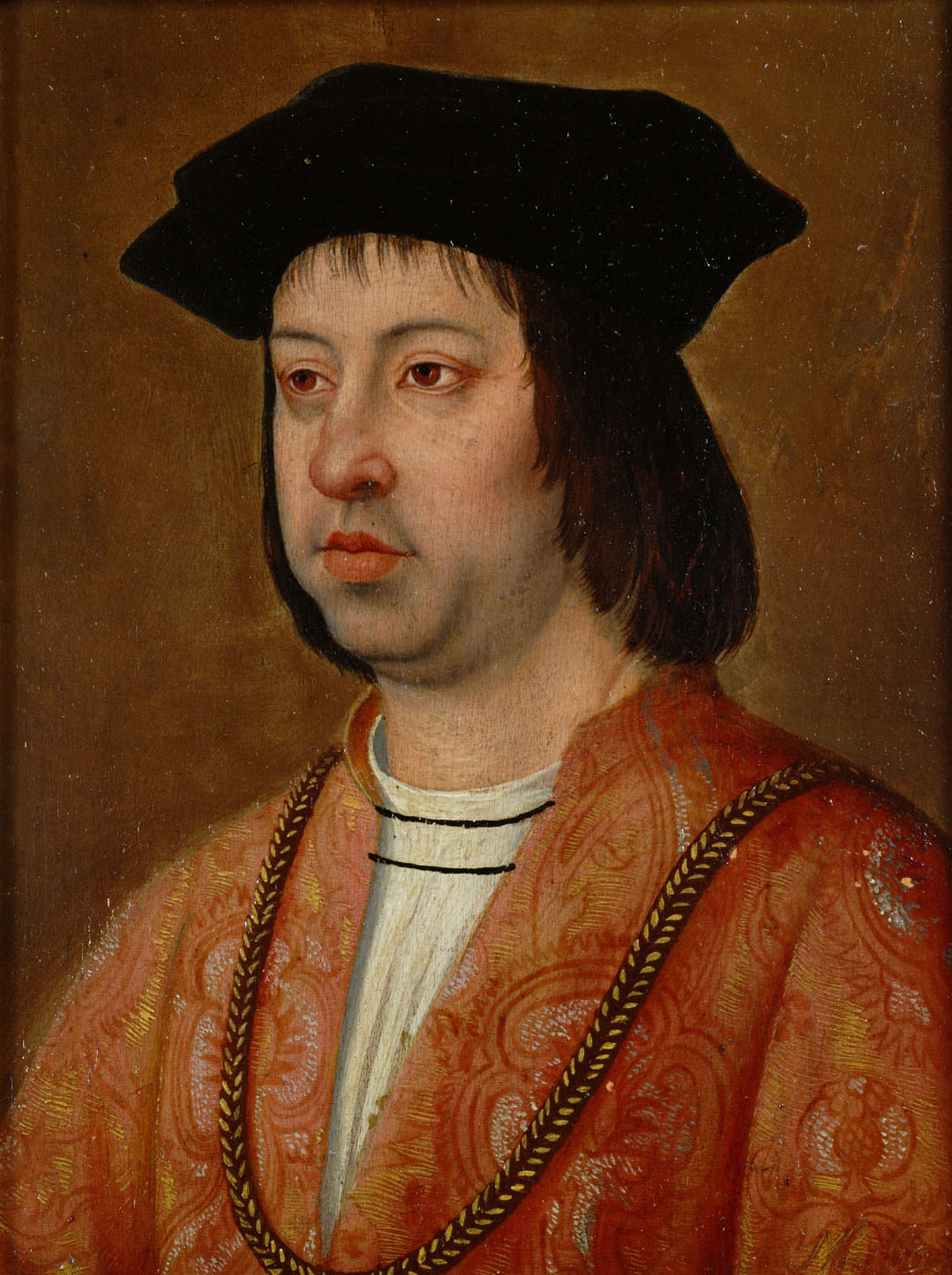
Fernando II de Aragão

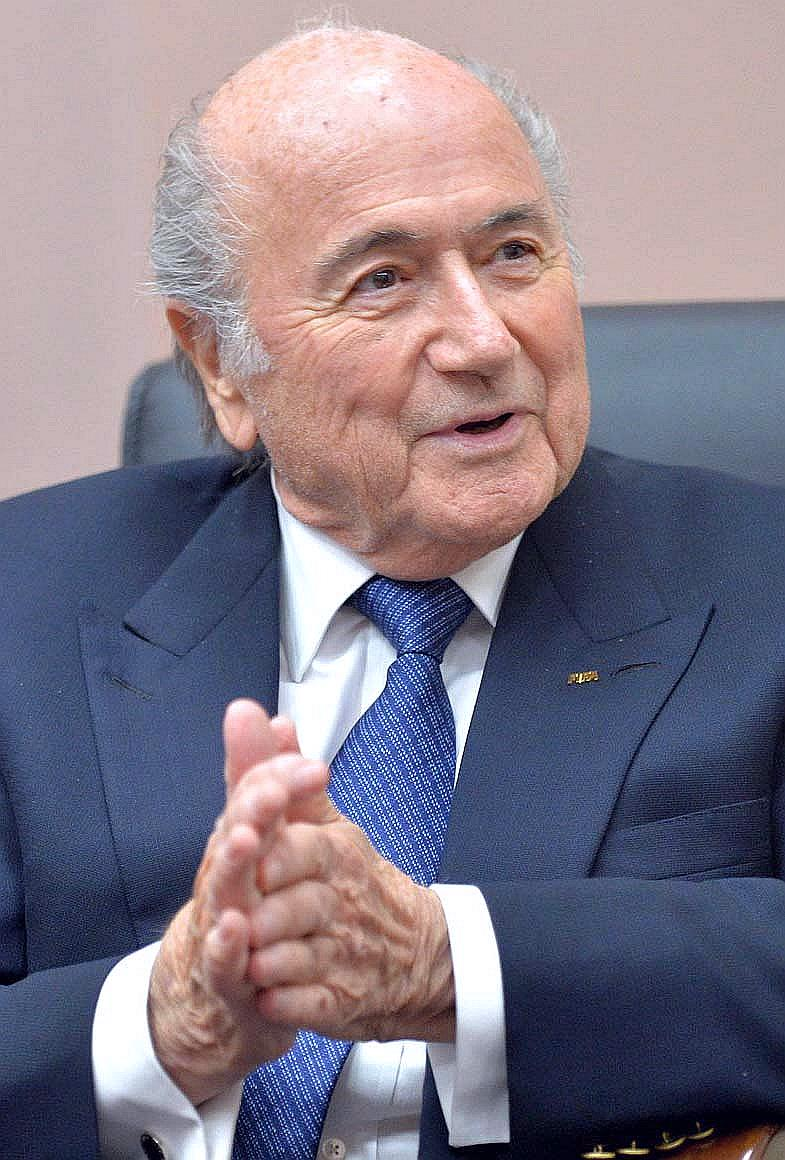
Joseph Blatter

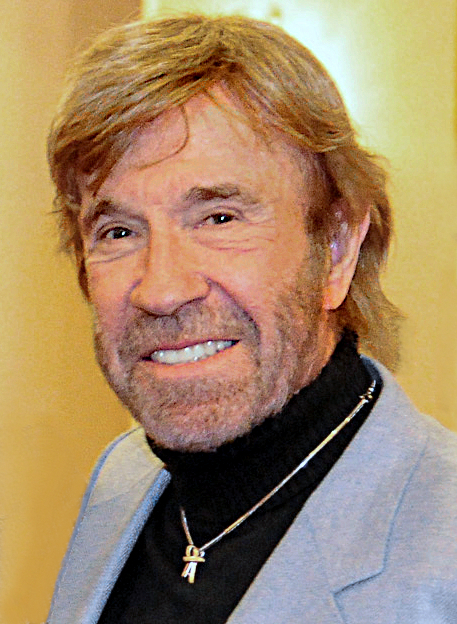
Chuck Norris

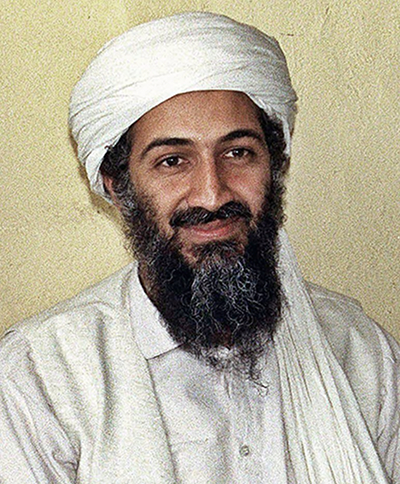
Osama bin Laden

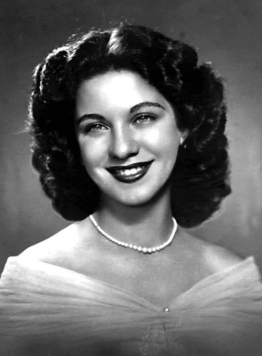
Lolita Rodrigues

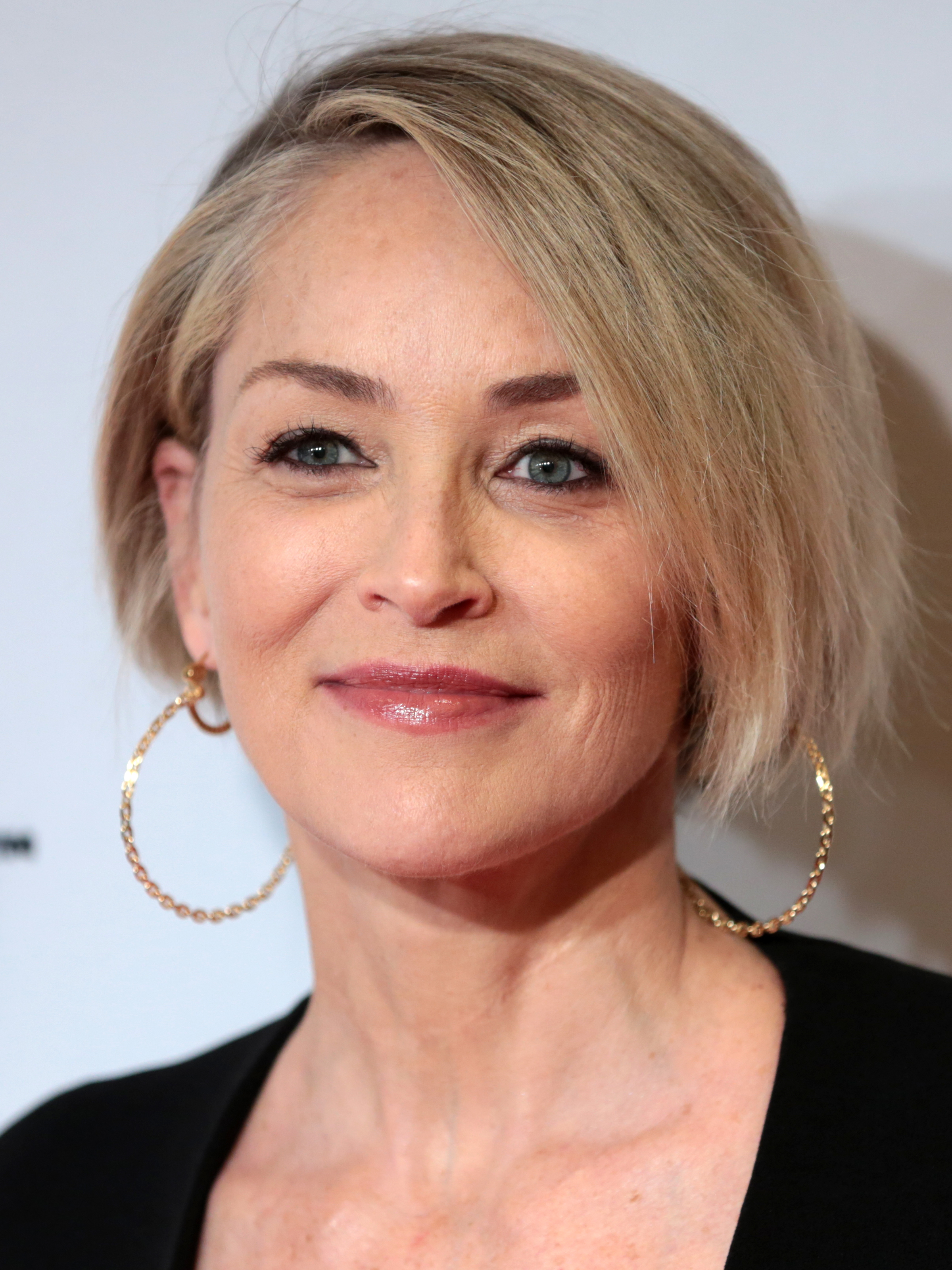
Sharon Stone

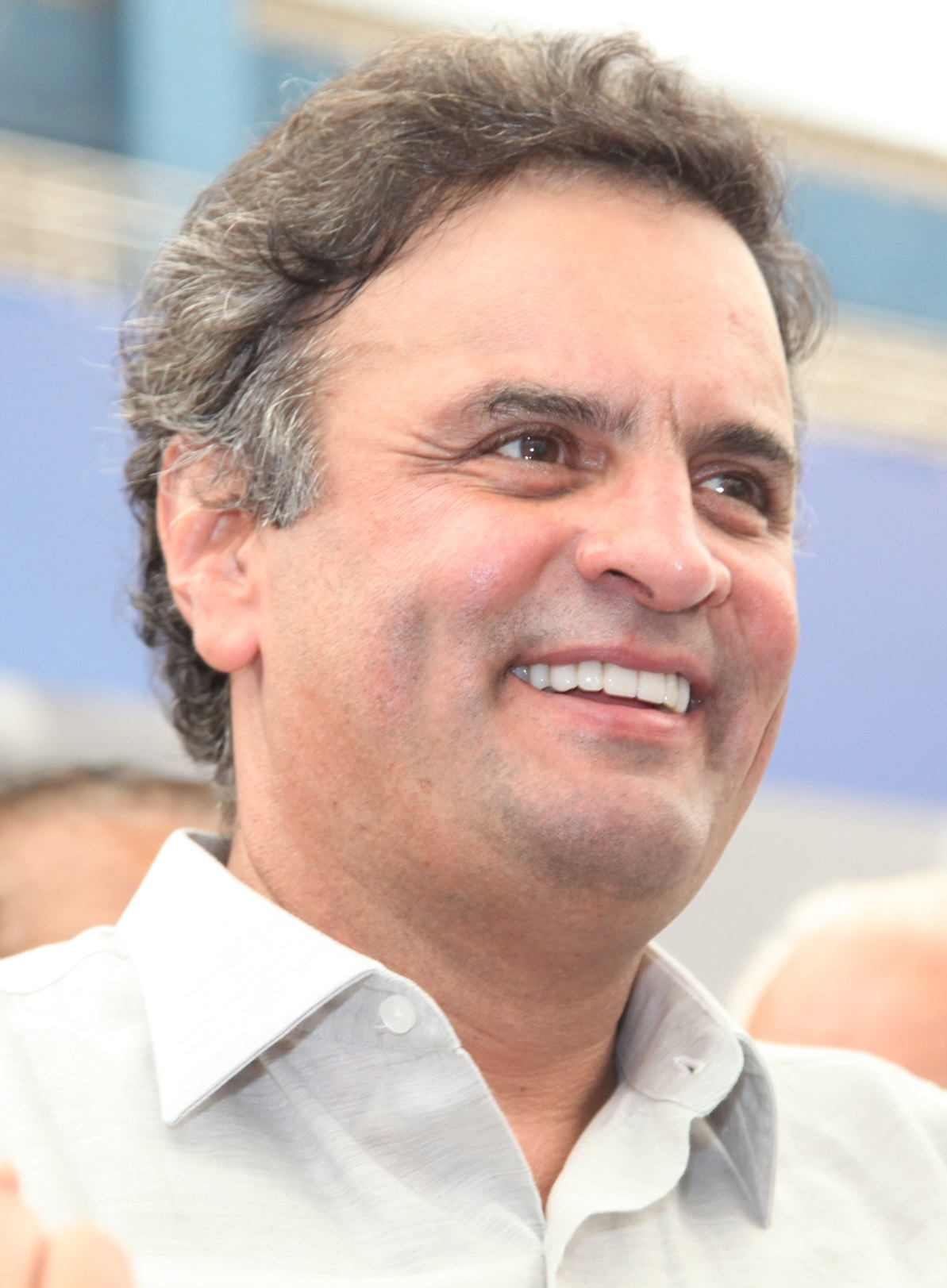
Aécio Neves

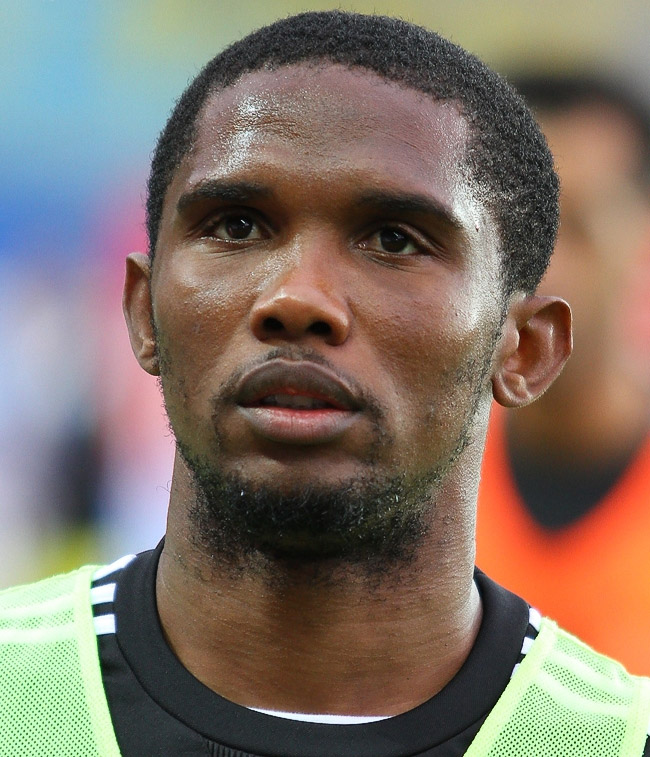
Samuel Eto'o

### Anteriores ao século XIX
- 1415 — Basílio II de Moscou (m. 1462).
- 1452 — Fernando II de Aragão (m. 1516).
- 1503 — Fernando I do Sacro Império Romano-Germânico (m. 1564).
- 1552 — Ana de Cleves, condessa palatina de Neuburgo (m. 1632).
- 1598 — Afonso Rodrigues, religioso espanhol (m. 1628).
- 1604 — Johann Rudolf Glauber, alquimista e químico teuto-neerlandês (m. 1670).
- 1609 — Robert Moray, filósofo naturalista francês (m. 1673).
- 1628 — Marcello Malpighi, médico e biólogo italiano (m. 1694).
- 1643 — Jan van Brabant, diplomata belga (m. ?).
- 1709 — Georg Steller, botânico, zoólogo, médico e explorador alemão (m. 1746).
- 1748 — John Playfair, matemático e geólogo britânico (m. 1819).
- 1749 — Lorenzo Da Ponte, padre e poeta ítalo-americano (m. 1838).
- 1768 — Domingos Sequeira, pintor português (m. 1837).
- 1772 — Friedrich Schlegel, poeta e crítico alemão (m. 1829).
- 1776
  - José Francisco da Terra Brum, nobre português (m. 1842).
  - Luísa de Meclemburgo-Strelitz, rainha consorte da Prússia (m. 1810).
- 1777 — Louis Hersent, pintor francês (m. 1860).
- 1787
  - Francisco Martínez de la Rosa, dramaturgo e político espanhol (m. 1862).
  - William Etty, pintor e acadêmico britânico (m. 1849).
- 1788
  - Joseph Freiherr von Eichendorff, escritor, poeta, dramaturgo e crítico alemão (m. 1857).
  - Edward Hodges Baily, escultor britânico (m. 1867).
- 1789 — Manuel de la Peña y Peña, advogado e político mexicano (m. 1850).
- 1791 — Manuela Malasaña, heroína espanhola (m. 1808).
- 1797 — George Julius Poulett Scrope, geólogo e economista britânico (m. 1876).

### Século XIX
- 1804 — Paulo Fernandes Carneiro Viana, nobre brasileiro (m. 1865).
- 1810 — Samuel Ferguson, poeta e advogado irlandês (m. 1886).
- 1820 — Léon Abel Provancher, naturalista canadense (m. 1892).
- 1822 — Willem Roelofs, pintor neerlandês (m. 1897).
- 1826 — Louis-Ovide Brunet, clérigo católico e botânico canadense (m. 1876).
- 1832 — João José de Oliveira Junqueira Júnior, magistrado e político brasileiro (m. 1887).
- 1833 — Pedro Antonio de Alarcón, escritor espanhol (m. 1891).
- 1834 — João Gomes do Val, engenheiro brasileiro (m. 1887).
- 1844 — Pablo de Sarasate, violinista e compositor espanhol (m. 1908).
- 1845 — Alexandre III da Rússia (m. 1894).
- 1847 — Kate Sheppard, feminista neozelandesa (m. 1934).
- 1849 — Hallie Quinn Brown, educadora, escritora e ativista americana (m. 1949).
- 1850 — Spencer Gore, tenista e jogador de críquete britânico (m. 1906).
- 1854 — Lúcio de Mendonça, jornalista, magistrado e escritor brasileiro (m. 1909).
- 1861
  - Arthur Everett Shipley, zoólogo britânico (m. 1927).
  - Teotónio Octávio de Ornelas Bruges, militar português (m. 1906).
- 1866 — Karl Scheel, físico alemão (m. 1936).
- 1867
  - Hector Guimard, arquiteto franco-americano (m. 1942).
  - Lillian Wald, enfermeira, humanitária e escritora americana (m. 1940).
- 1870
  - David Riazanov, teórico e político russo (m. 1938).
  - Naomasa Yamasaki, geógrafo japonês (m. 1929).
- 1873
  - Jakob Wassermann, militar e escritor teuto-austríaco (m. 1934).
  - Walter Friedländer, historiador alemão (m. 1966).
- 1876
  - Anna Hyatt Huntington, escultora americana (m. 1973).
  - Edvard Eriksen, escultor dinamarquês (m. 1959).
- 1877 — Pascual Ortiz Rubio, diplomata e político mexicano (m. 1963).
- 1878 — Karel van de Woestijne, escritor belga (m. 1929).
- 1885 — Hans Luther, político alemão (m. 1962).
- 1887
  - Inocêncio de Maria Imaculada, religioso e santo católico espanhol (m. 1934).
  - Toshitsugu Takamatsu, praticante japonês de artes marciais (m. 1972).
- 1888 — Barry Fitzgerald, ator irlandês (m. 1961).
- 1890 — Pedro Militão Soares de Lucena, jornalista e político brasileiro (m. 1968).
- 1892
  - Arthur Honegger, compositor e educador francês (m. 1955).
  - Gregory La Cava, diretor, produtor e roteirista americano (m. 1952).
  - José de Mesquita, escritor, historiador, genealogista e jurista brasileiro (m. 1961).
- 1897 — Lourenço Filho, educador brasileiro (m. 1970).
- 1900 — Violet Brown, supercentenária jamaicana (m. 2017).

### Século XX

#### 1901–1950
- 1903 — Bix Beiderbecke, cornetista, pianista e compositor estadunidense (m. 1931).
- 1905
  - Betty Amann, atriz alemã (m. 1990).
  - Richard Haydn, ator britânico (m. 1985).
- 1907 — Toni Frissell, fotógrafa estadunidense (m. 1988).
- 1908 — Kristjan Palusalu, lutador estoniano (m. 1987).
- 1910 — Joseph Moerenhout, ciclista belga (m. 1966).
- 1912 — Frank Smithies, matemático britânico (m. 2002).
- 1913 — Adam Schaff, filósofo polonês (m. 2006).
- 1914 — Ernst Brugger, político suíço (m. 1998).
- 1917 — Frank Perconte, militar estadunidense (m. 2013).
- 1918
  - Célia Biar, atriz e apresentadora brasileira (m. 1999).
  - Isaac Rosenfeld, escritor estado-unidense (m. 1956).
  - Günther Rall, general e aviador alemão (m. 2009).
  - Fernando Peyroteo, futebolista e treinador de futebol português (m. 1978).
- 1920
  - Boris Vian, poeta, escritor, crítico e músico francês (m. 1959).
  - Julio Bolbochán, enxadrista argentino (m. 1996).
- 1923 — Val Logsdon Fitch, físico e acadêmico americano, ganhador do Prêmio Nobel (m. 2015).
- 1924 — Branko Kralj, futebolista croata (m. 2012).
- 1925
  - Tavares da Gaita, músico, compositor e desenhista brasileiro (m. 2009).
  - Giovanni de Riu, automobilista italiano (m. 2008).
  - Manolis Anagnostakis, escritor grego (m. 2005).
- 1926 — Jambyn Batmönkh, político mongol (m. 1997),
- 1927
  - Jupp Derwall, treinador de futebol alemão (m. 2007).
  - Moacir Dalla, político brasileiro (m. 2006).
- 1928
  - Sara Montiel, atriz e cantora espanhola (m. 2013).
  - James Earl Ray, criminoso americano (m. 1998).
- 1929
  - Alice Hirson, atriz estado-unidense (m. 2025).
  - Lolita Rodrigues, atriz e cantora brasileira (m. 2023).
- 1934 — John Rechy, escritor estado-unidense.
- 1935 — Milorad Milutinović, futebolista e treinador de futebol sérvio (m. 2015).
- 1936
  - Sepp Blatter, empresário e dirigente esportivo suíço.
  - Alfredo Zitarrosa, cantor, compositor, poeta e escritor uruguaio (m. 1989).
- 1937
  - Joe Viterelli, ator norte-americano (m. 2004).
  - María Kodama, escritora argentina (m. 2023).
- 1938
  - Ditão, futebolista brasileiro (m. 1992).
  - Dórdio Guimarães, poeta e cineasta português (m. 1997).
  - Jerônimo II de Atenas, religioso grego.
- 1939
  - Irina Press, corredora e pentatleta ucraniano-russa (m. 2004).
  - António-Pedro Vasconcelos, cineasta português (m. 2024).
- 1940
  - Chuck Norris, ator, produtor e lutador estado-unidense.
  - Arnaldo Madeira, político brasileiro.
  - Dante Lafranconi, religioso italiano.
- 1943
  - Fred Lerdahl, compositor e teórico musical estado-unidense.
  - Theo de Barros, compositor, cantor e arranjador brasileiro (m. 2023).
- 1944
  - Paulo Sérgio, cantor e compositor brasileiro (m. 1980).
  - Richard Gant, ator e diretor estado-unidense.
- 1945
  - Katharine Houghton, atriz e dramaturga americana.
  - Wanderley Cardoso, cantor e ator brasileiro.
- 1946 — Hiroshi Fushida, ex-automobilista japonês.
- 1947
  - Kim Campbell, advogada e política canadense.
  - Andrew Parrott, maestro britânico.
- 1948
  - Rubén Glaria, ex-futebolista argentino.
  - Jean-Pierre Adams, futebolista francês (m. 2021).
- 1949
  - Ivo Wortmann, treinador de futebol brasileiro.
  - Nikolay Smolnikov, ex-futebolista azeri.
- 1950 — Pappo, músico, cantor e compositor argentino (m. 2005).

#### 1951–2000
- 1951
  - Gloria Diaz, atriz e ex-modelo filipina.
  - Brad Fiedel, compositor estado-unidense.
- 1952
  - Paulo Bernardo, político brasileiro.
  - Morgan Tsvangirai, político, sindicalista e ativista zimbabuano (m. 2018).
- 1953
  - Orlando Pessuti, político brasileiro.
  - Nicodemos Gomes Napoleão, poeta e escritor brasileiro.
  - Paul Haggis, diretor, produtor e roteirista canadense.
  - Helena Ramos, atriz brasileira.
- 1954 — Tina Charles, cantora britânica.
- 1955
  - Kid Vinil, cantor, compositor e radialista brasileiro (m. 2017).
  - Toshio Suzuki, ex-automobilista japonês.
  - Marianne Rosenberg, cantora alemã.
- 1957
  - Osama bin Laden, terrorista saudita (m. 2011).
  - Shannon Tweed, modelo e atriz canadense.
  - Glauco, cartunista brasileiro (m. 2010).
- 1958
  - Sharon Stone, atriz e produtora estado-unidense.
  - Mococa, futebolista brasileiro (m. 2018).
- 1959 — José Luis Escobar Alas, arcebispo salvadorenho.
- 1960 — Aécio Neves, político brasileiro.
- 1961
  - Laurel Clark, capitã, médica e astronauta estado-unidense (m. 2003).
  - Vivinho, futebolista brasileiro (m. 2015).
  - Vica, ex-futebolista e treinador de futebol brasileiro.
- 1962 — Jasmine Guy, atriz, cantora e cineasta estado-unidense.
- 1963
  - Jeff Ament, baixista e compositor estado-unidense.
  - Rick Rubin, produtor musical estado-unidense.
  - Jiří Matoušek, matemático tcheco (m. 2015).
- 1964
  - Neneh Cherry, cantora e compositora sueca.
  - Eduardo, Conde de Wessex.
  - Rod Woodson, ex-jogador de futebol americano, treinador e comentarista esportivo estadunidense.
  - Aurélio Miguel, ex-judoca e político brasileiro.
  - Cristina Mel, cantora brasileira.
- 1966
  - Mike Timlin, ex-jogador de beisebol americano.
  - David Kudrave, ex-automobilista estado-unidense.
  - Phil X, músico canadense.
- 1967 — Daichi Suzuki, ex-nadador japonês.
- 1968
  - Pavel Srníček, futebolista e treinador tcheco (m. 2015).
  - Alma Čardžić, cantora bósnia.
- 1969
  - Magnus Svensson, ex-futebolista sueco.
  - Paget Brewster, atriz estado-unidense.
  - Hany Ramzy, ex-futebolista e treinador de futebol egípcio.
  - József Szabó, ex-nadador húngaro.
- 1970
  - Fofão, ex-atleta de voleibol brasileira.
  - Yasushi Ishii, compositor japonês.
  - Michele Serena, ex-futebolista e treinador de futebol italiano.
- 1971 — Jon Hamm, ator e diretor estado-unidense.
- 1972
  - Timbaland, rapper e produtor estado-unidense.
  - Matt Kenseth, automobilista estado-unidense.
  - Marcela Said, cineasta chilena.
  - Mark Waschke, ator alemão.
- 1973
  - Samantha Dalsoglio, atriz brasileira.
  - John LeCompt, músico estado-unidense.
  - Dan Swanö, músico, produtor e multi-instrumentista sueco.
  - Eva Herzigová, modelo tcheca.
  - Geert Verheyen, ex-ciclista belga.
  - Mauricio Taricco, ex-futebolista argentino.
  - Fernando Medina, economista e político português.
- 1974
  - İbrahim Üzülmez, ex-futebolista e treinador de futebol turco.
  - Cristián de la Fuente, modelo e ator chileno.
- 1975
  - Zafer Özgültekın, ex-futebolista turco.
  - Carol Saboya, cantora brasileira.
- 1976
  - Barbara Schett, ex-tenista austríaca.
  - Eladio Jiménez, ex-ciclista espanhol.
  - Ane Brun, cantora e compositora norueguesa.
  - Michel Melamed, ator, diretor, poeta e apresentador brasileiro.
  - Davide Xausa, ex-futebolista canadense.
- 1977
  - Robin Thicke, cantor estado-unidense.
  - Shannon Miller, ex-ginasta artística estado-unidense.
  - Peter Enckelman, ex-futebolista finlandês.
- 1978
  - Camille Dalmais, cantora, compositora e atriz francesa.
  - Benjamin Burnley, músico americano.
  - Zoltán Kammerer, ex-nadador húngaro.
- 1979
  - Ashley Callus, nadador australiano.
  - Enrique Vera, ex-futebolista paraguaio.
  - Roman Uzdenov, ex-futebolista cazaque.
  - Hugo Miguel Martins Carreira, ex-futebolista português.
  - Edi Gathegi, ator estado-unidense.
  - Danny Pudi, ator estado-unidense.
- 1980
  - William Chiroque, ex-futebolista peruano.
  - Sara Maldonado, atriz mexicana.
- 1981
  - Samuel Eto'o, ex-futebolista e dirigente esportivo camaronês.
  - Kristen Maloney, ex-ginasta estado-unidense.
  - Jonathan Marray, tenista britânico.
  - Ángel López, ex-futebolista espanhol.
- 1982
  - Shin Koyamada, ator e produtor de cinema japonês.
  - Kwame Brown, ex-basquetebolista estado-unidense.
  - Priscila Faria de Oliveira, ex-futebolista brasileira
  - Stefano Layeni, ex-futebolista italiano.
  - Thomas Middleditch, ator canadense.
- 1983
  - Rafe Spall, ator britânico.
  - Janet Mock, jornalista, escritora e ativista americana.
  - Carrie Underwood, cantora, compositora e atriz estado-unidense.
  - Liliana Almeida, actriz portuguesa.
  - Jonas Olsson, ex-futebolista sueco.
  - Matteo Bugli, ex-futebolista samarinês.
  - Elena Bovina, ex-tenista russa.
- 1984
  - Carol Castro, atriz brasileira.
  - Thiago Schmidt, ex-futebolista brasileiro.
  - Olivia Wilde, atriz estado-unidense.
  - Robert Finster, ator austríaco.
- 1985
  - Lassana Diarra, ex-futebolista francês.
  - Alex Silva, ex-futebolista brasileiro.
  - Eduardo Leite, político brasileiro.
- 1986
  - Andrew Ahn, diretor de cinema e roteirista americano.
  - Simone Sannibale, ex-futebolista italiano.
  - Ricardo Buitrago, futebolista panamenho.
- 1987
  - Martellus Bennett, jogador de futebol americano estado-unidense.
  - Māris Štrombergs, ciclista de BMX letão.
  - Anderson Luís, ex-futebolista brasileiro.
  - Ricardo Janota, ex-futebolista português.
  - Emeli Sandé, cantora e compositora britânica.
- 1988
  - Edgars Gauračs, ex-futebolista letão.
  - Ivan Rakitić, futebolista croata.
  - Kevin Olimpa, ex-futebolista francês.
  - Mauricio Albornoz, futebolista sueco.
- 1989
  - Tammy Di Calafiori, atriz brasileira.
  - Stefanie Heinzmann, cantora suíça.
  - Júnior Urso, futebolista brasileiro.
  - Maxime Gonalons, ex-futebolista francês.
  - Etrit Berisha, futebolista albanês.
  - Oswaldo Henríquez, futebolista colombiano.
  - Iván Piris, futebolista paraguaio.
  - Park Jong-Woo, futebolista sul-coreano.
  - Igor Rossi Branco, futebolista brasileiro.
- 1990
  - Stefanie Vögele, ex-tenista suíça.
  - Léo Mineiro, ex-futebolista brasileiro.
- 1991
  - Josué Quijano, futebolista nicaraguense.
  - Marco Bizot, futebolista neerlandês.
- 1992
  - Emily Osment, atriz, cantora e compositora estado-unidense.
  - Neeskens Kebano, futebolista franco-congolês.
  - Pylyp Budkivskyi, futebolista ucraniano.
  - Pablo Espinosa, ator, cantor e músico espanhol.
- 1993
  - Jack Butland, futebolista britânico.
  - Tatiana Calderón, automobilista colombiana.
  - Alfred Duncan, futebolista ganês.
  - Alassane Pléa, futebolista francês.
- 1994
  - Mohammed Boqshan, futebolista iemenita.
  - Bad Bunny, cantor porto-riquenho.
  - Alan Empereur, futebolista brasileiro.
  - Bruno PlayHard, influenciador, youtuber e empresário brasileiro.
- 1995
  - Zach LaVine, jogador de basquete americano.
  - Kolinio Sivoki, futebolista fijiano.
  - Beitske Visser, automobilista neerlandesa.
  - Grace Victoria Cox, atriz estado-unidense.
  - Domingos Duarte, futebolista português.
- 1996 — Josip Posavec, futebolista croata.
- 1997
  - Belinda Bencic, tenista suíça.
  - Ousman Manneh, futebolista gambiano.
  - Gabi Nunes, futebolista brasileira.
  - Ana Carrasco, motociclista espanhola.
  - Ygona Moura, influenciadora digital, blogueira e youtuber brasileira (m. 2021).
- 1998 — Matías Zaracho, futebolista argentino.
- 1999
  - Bruna Griphao, atriz brasileira.
  - Matheus Thuler, futebolista brasileiro.
- 2000 — Thiago Seyboth Wild, tenista brasileiro.

### Século XXI
- 2001
  - Archen Aydin, ator, cantor e modelo tailandês.
  - Charles De Ketelaere, futebolista belga.
- 2002
  - Noni Madueke, futebolista britânico.
  - Júlia Gomes, atriz e cantora brasileira.
  - Ian Maatsen, futebolista neerlandês.
- 2006 — Kyle Alessandro, cantor norueguês.
- 2008 — Francesco Camarda, futebolista italiano.
- 2009 — João Bravo, ator brasileiro.
- 2010 — Ryan Kiera Armstrong, atriz americana.

## Mortes

### Anteriores ao século XIX
- 0483 — Papa Simplício (n. 430).
- 0673 — Clotário III (n. 652).
- 1222 — João I da Suécia (n. 1201).
- 1528 — Balthasar Hubmaier, reformador e mártir alemão (n. 1485).
- 1580 — Luís de Ataíde, administrador colonial português (n. 1517).
- 1584 — Thomas Norton, político e poeta inglês (n. 1532).
- 1585 — Rembert Dodoens, médico e botânico flamengo (n. 1517).
- 1592 — Brás Cubas, fidalgo e explorador português (n. 1507).
- 1682 — Jacob van Ruisdael, pintor e gravurista neerlandês (n. 1629).
- 1762 — Jean Calas, mercador francês (n. 1698).
- 1766 — Jane Colden, botânica estado-unidense (n. 1724).
- 1769 — Marceliano de Araújo, escultor português (n. 1690).
- 1792 — John Stuart, 3.º Conde de Bute, político britânico (n. 1713).

### Século XIX
- 1805 — Felice Fontana, naturalista italiano (n. 1730).
- 1819 — Friedrich Heinrich Jacobi, filósofo alemão (n. 1743).
- 1826 — João VI de Portugal (n. 1767).
- 1832 — Muzio Clementi, pianista, compositor e maestro italiano (n. 1752).
- 1837 — Henry Thomas Colebrooke, botânico e linguista britânico (n. 1765).
- 1849 — George Gardner, botânico britânico (n. 1812).
- 1854 — José Clemente Pereira, magistrado e político luso-brasileiro (n. 1787).
- 1855 — José Teodoro Correia de Azevedo Coutinho, nobre brasileiro (n. ?).
- 1861 — Taras Shevchenko, poeta, dramaturgo e etnógrafo ucraniano (n. 1814).
- 1864 — Maximiliano II da Baviera (n. 1811).
- 1870
  - José Manuel da Fonseca, jornalista e político brasileiro (n. 1803).
  - Ignaz Moscheles, pianista e compositor tcheco (n. 1794).
- 1872 — Giuseppe Mazzini, jornalista e político italiano (n. 1805).
- 1873 — John Torrey, médico, químico e botânico estado-unidense (n. 1796).
- 1884 — Bernardo Guimarães, escritor brasileiro (n. 1825).
- 1892 — João Florentino Meira de Vasconcelos, juiz e político brasileiro (n. 1815).
- 1895 — Charles Frederick Worth, estilista anglo-francês (n. 1825).
- 1896 — Gonçalo Batista Vieira, político brasileiro (n. 1819).
- 1898 — Marie-Eugénie de Jésus, freira e santa francesa (n. 1817).

### Século XX
- 1910
  - Carl Reinecke, compositor, maestro e pianista alemão (n. 1824).
  - Karl Lueger, advogado e político austríaco (n. 1844).
- 1913 — Harriet Tubman, enfermeira e ativista estado-unidense (n. 1820).
- 1921 — Florence L. Barclay, escritora britânica (n. 1862).
- 1925 — Meyer Prinstein, atleta polonês-americano (n. 1878).
- 1937 — Evgeni Zamiatin, eornalista e escritor russo (n. 1884).
- 1938 — Marie-Joseph Lagrange, teólogo francês (n. 1855).
- 1940 — Mikhail Bulgákov, romancista e dramaturgo russo (n. 1891).
- 1942
  - Wilbur Scoville, farmacêutico e químico americano (n. 1865).
  - William Henry Bragg, físico britânico (n. 1862).
- 1947 — Harukichi Hyakutake, militar japonês (n. 1888).
- 1948
  - Zelda Fitzgerald, escritora, artista visual e bailarina americana (n. 1900).
  - Jan Masaryk, militar e político tcheco (n. 1886).
  - Eugen Slutsky, economista e estatístico ucraniano (n. 1880).
- 1951 — Kijuro Shidehara, advogado e político japonês (n. 1872).
- 1963 — André Maschinot, futebolista francês (n. 1903).
- 1966 — Frits Zernike, físico e acadêmico neerlandês, ganhador do Prêmio Nobel (n. 1888).
- 1968 — Georges Fleury, ciclista francês (n. 1878).
- 1973 — Robert Siodmak, cineasta estado-unidense (n. 1900).
- 1980 — José Américo de Almeida, escritor e político brasileiro (n. 1887).
- 1983 — Paul Géraldy, dramaturgo e poeta francês (n. 1885).
- 1985
  - Konstantin Chernenko, militar e político russo (n. 1911).
  - Gustavo Capanema, político brasileiro (n. 1900).
- 1986 — Ray Milland, ator e diretor anglo-americano (n. 1907).
- 1988 — Andy Gibb, cantor, compositor e ator australiano (n. 1958).
- 1991 — César Cals, político brasileiro (n. 1926).
- 1994 — Aurelio Galleppini, desenhista italiano (n. 1917).
- 1995 — Ovidi Montllor, compositor, cantor e ator espanhol (n. 1942).
- 1997 — LaVern Baker, cantora e atriz americana (n. 1929).
- 1998 — Lloyd Bridges, ator e diretor estado-unidense (n. 1913).

### Século XXI
- 2001 — Algodão, jogador brasileiro de basquetebol (n. 1915).
- 2003
  - Naftali Temu, atleta queniano (n. 1945)
  - Ottorino Volonterio, automobilista suíço (n. 1917).
- 2004
  - Cecília Maria Westphalen, historiadora brasileira (n. 1927).
  - James Parrish, jogador de futebol americano estadunidense (n. 1968).
- 2005
  - Dave Allen, comediante, ator e roteirista irlandês-britânico (n. 1936).
  - Jackie Neal, cantor estado-unidense (n. 1967).
  - Zilka Salaberry, atriz brasileira (n. 1917).
- 2006 — Alberto Migré, roteirista e produtor de televisão argentino (n. 1931).
- 2007
  - Ernie Ladd, jogador de futebol americano e lutador estado-unidense (n. 1938).
  - Manuela Margarido, poetisa são-tomense (n. 1925).
  - Richard Jeni, comediante estado-unidense (n. 1957).
- 2008
  - Lourival Dias Lima Filho, árbitro de futebol brasileiro (n. 1963).
  - Rogério Ribeiro, artista plástico português (n. 1930).
- 2010
  - Muhammad Sayyid Tantawy, erudito e acadêmico egípcio (n. 1928).
  - Corey Haim, ator canadense (n. 1971).
  - Dorothy Janis, atriz estado-unidense (n. 1910).
- 2011 — Bill Blackbeard, escritor e ilustrador americano (n. 1926).
- 2012
  - Jean Giraud, escritor e ilustrador francês (n. 1938).
  - Frank Sherwood Rowland, químico e acadêmico americano, ganhador do Prêmio Nobel (n. 1927).
- 2013 — Liliana, Duquesa da Halândia (n. 1915).
- 2014 — Georges Lamia, futebolista francês (n. 1933).
- 2015 — Richard Glatzer, diretor, produtor e roteirista americano (n. 1952).
- 2016
  - Ken Adam, designer de produção e diretor de arte teuto-britânico (n. 1921).
  - Roberto Perfumo, futebolista e comentarista esportivo argentino (n. 1942).
  - Anita Brookner, romancista e historiadora de arte britânica (n. 1928).
  - Keith Emerson, tecladista britânico (n. 1944).
- 2018 — Hubert de Givenchy, estilista francês (n. 1927).
- 2022 — John H. Elliott, historiador e acadêmico britânico (n. 1930).

## Feriados e eventos cíclicos

### Brasil
- Dia do Conservador
- Dia do Sogro
- Dia do Telefone
- Aniversário do município de Barra do Piraí - Rio de Janeiro.
- Aniversário do município de Monte Aprazível - São Paulo.

### Cristianismo
- Anastácia, a Patrícia
- João Ogilvie
- Harriet Tubman
- Macário de Jerusalém
- Quarenta Mártires de Sebaste
- Sojourner Truth

## Outros calendários
- No calendário romano era o 6.º dia (VI) antes dos idos de março.
- No calendário litúrgico tem a letra dominical F para o dia da semana.
- No calendário gregoriano a epacta do dia é xxi.